# Lepismium lorentzianum
A Lepismium lorentzianum egy epifita kaktusz, mely az Andok keleti lejtőin elterjedt, azonban kultúrában csak ritkán tartják.

## Elterjedése és élőhelye
Bolívia: Tarija; Argentína: Jujuy, Salta, Tucuman; epifitikus és epilitikus 800–1200 m tengerszint feletti magasságban.

## Jellemzői
Csüngő habitusú növény, sok léggyökérrel, az öregebb részek terebélyesek. Ágai vékonyak és laposak, ritkán 3 élűek. A középér gyengén kiemelkedik. Virágai fehérek, 40 mm hosszúak, pericarpiuma erősen bordázott, csak csúcsán található néhány sörte. Termése bíborszínű, 3 mm átmérőjű bogyó.

## Rokonsági viszonyai
A Lepismium subgenus tagja. A Lepismium cruciforme fajtól sertecsomó nélküli areolái és fekete termései különítik el.